# Atmosfärskemi
Atmosfärskemi är en gren av atmosfärsvetenskap som studerar kemin i jordens atmosfär och andra planeters atmosfärer. Denna tvärvetenskapliga forskningsinriktning bygger på miljökemi, fysik, meteorologi, datormodellering, oceanografi, geologi och vulkanologi, klimatologi och flera andra discipliner för att förstå atmosfärens kemi och sammansättning. Viktiga forskningsområden inkluderar studier av luftkvalitet, spårgasers beteende, atmosfärisk oxidation och bildandet av sekundära föroreningar samt förståelse av klimatpåverkande ämnen såsom aerosoler och växthusgaser. Genom en kombination av observationer, laboratorieexperiment och datormodellering undersöker atmosfärskemister orsakerna till och konsekvenserna av atmosfäriska förändringar.

## Atmosfärens sammansättning

Visualisering av jordeatmosfärens sammansättning i volym. Vattenånga ingår inte eftersom den är mycket variabel. Varje liten kub (som den som representerar krypton) har en miljondel av volymen av hela blocket. Data kommer från.

Jordatmosfärens sammansättning och kemi är viktig av flera skäl, men främst på grund av interaktionerna mellan atmosfären och levande organismer. Naturliga processer som vulkanutsläpp, blixtar och solens strålar förändrar jordatmosfärens sammansättning. Den har också förändrats av mänsklig aktivitet och några av dessa förändringar är skadliga för människors hälsa, grödor och ekosystem.
| Genomsnittlig sammansättning av torr atmosfär ( molfraktioner ) | Genomsnittlig sammansättning av torr atmosfär ( molfraktioner ) |
| --- | --------------------------------------------------------------- |
| Gas | Torr luft enligt NASA                                           |
| Kväve, N2 | 78,084 %                                                        |
| Syre, O2 | 20,946 %                                                        |
| Mindre beståndsdelar (molfraktioner i ppm ) |                                                                 |
| Argon, Ar | 9340                                                            |
| Koldioxid, CO2 | 425                                                             |
| Neon, Ne | 18,18                                                           |
| Helium, He | 5,24                                                            |
| Metan, CH4 | 1,9                                                             |
| Krypton, Kr | 1,14                                                            |
| Väte, H2 | 0,53                                                            |
| Lustgas, N2O | 0,34                                                            |
| Xenon, Xe | 0,087                                                           |
| Kvävedioxid, NO2 | upp till 0,02                                                   |
| Ozon, O3, på sommaren | upp till 0,07                                                   |
| Ozon, O3, på vintern | upp till 0,02                                                   |
| Svaveldioxid, SO2 | upp till 1                                                      |
| Jod, I2 | 0,01                                                            |
| Vatten |                                                                 |
| Vattenånga * | Mycket varierande (cirka 0–3%); utgör vanligtvis cirka 1%       |
| Anteckningar |                                                                 |
| Den genomsnittliga molekylmassan för torr luft är 28,97 g/mol. Gasinnehållet kan variera avsevärt från tid till annan eller från plats till plats. Koncentrationen av CO2 och CH4 varierar beroende på säsong och plats. |                                                                 |

### Spårgaser i atmosfären
Förutom de huvudsakliga komponenterna som anges ovan innehåller jordens atmosfär många spårgaser som varierar avsevärt beroende på närliggande källor och sänkor. Ungefärliga koncentrationer i luft som påträffas nära marken av några ytterligare spårgaser listas nedan. Dessa är indikativa och kan variera mycket beroende på plats och tid. Förutom gaser innehåller atmosfären partiklar som aerosoler, vilket inkluderar exempel som droppar, iskristaller, bakterier och damm.
| Gas                        | Sammansättning (ppt per volymsenhet om inget annat anges) |
| -------------------------- | --------------------------------------------------------- |
| Kolmonoxid, CO             | 40-200 ppb s. 39                                          |
| Kväveoxid, NO              | 16                                                        |
| Etan, C2H6                 | 781                                                       |
| Propan, C3H8               | 200                                                       |
| Isopren, C5H8              | 311                                                       |
| Bensen, C6H6               | 11                                                        |
| Metanol, CH3OH             | 1967                                                      |
| Etanol, C2H5OH             | 75                                                        |
| Triklorfluormetan, CCl3F   | 237 s. 41                                                 |
| Diklordifluormetan, CCl2F2 | 530 s. 41                                                 |
| Klormetan, CH3Cl           | 503                                                       |
| Brommetan, CH3Br           | 9–10 s. 44                                                |
| Jodmetan, CH3I             | 0,36                                                      |
| Karbonylsulfid, OCS        | 510 s. 26                                                 |
| Svaveldioxid, SO2          | 70–200 s. 26                                              |
| Svavelväte, H2S            | 15–340 s. 26                                              |
| Koldisulfid, CS2           | 15–45 s. 26                                               |
| Formaldehyd, H2CO          | 9,1 ppb s. 37, oren                                       |
| Acetylen, C2H2             | 8,6 ppb s. 37, oren                                       |
| Eten, C2H4                 | 11,2 ppb s. 37, oren                                      |
| Svavelhexafluorid, SF6     | 7,3 s. 41                                                 |
| Koltetrafluorid, CF4       | 79 s. 41                                                  |
| Kvicksilver i gasform, Hg  | 0,209 s. 55                                               |

## Historia

Schematisk bild av kemiska och transportprocesser relaterade till atmosfärens sammansättning

De första vetenskapliga studierna av jordatmosfärens sammansättning började på 1700-talet när kemister som Joseph Priestley, Antoine Lavoisier och Henry Cavendish gjorde de första mätningarna av atmosfärens sammansättning och dess kemi.
I slutet av 1800-talet och början av 1900-talet skiftade forskare sitt intresse mot spårämnen med mycket lägre koncentrationer. Ett viktigt fynd från denna tid var Christian Friedrich Schönbeins upptäckt av den för atmosfärkemi mycket viktiga molekylen ozon år 1840.
Under 1900-talet övergick atmosfärskemisterna från att studera luftens sammansättning till att undersöka hur koncentrationerna av ämnen i atmosfären förändras över tid och de kemiska processer som skapar och omvandlar föreningar i luften. Två viktiga resultat var Sydney Chapmans och Gordon Dobsons beskrivningar och mätningar som gav förståelse till hur jordens skyddande ozonskiktet skapas och bibehålls, och Arie Jan Haagen-Smits förklaring av fotokemisk smog. Ytterligare studier om ozonkemi ledde till Nobelpriset i kemi 1995, som delades mellan Paul Crutzen, Mario Molina och Frank Sherwood Rowland.
Under 2000-talet flyttas fokus till att förstå atmosfärskemin som en del av jordsystemet tillsammans med biosfären och geosfären. En drivkraft för denna koppling är sambandet mellan kemi och klimat. Det förändrade klimatet och återhämtningen av ozonhålet samt samspelet mellan atmosfärens sammansättning och haven och de landbaserade ekosystemen är exempel på de ömsesidiga beroendena mellan jordens olika system. Ett nytt område inom utomjordisk atmosfärskemi har också uppstått. Astrokemister analyserar atmosfärens sammansättning i solsystemet och exoplaneter för att fastställa bildandet av astronomiska objekt och hitta vanliga förhållanden för jordliknande liv.

## Metodik
Observationer, laboratoriestudier och modellering är tre centrala metodiker/angreppsätt inom atmosfärskemi. Framsteg inom atmosfärskemi drivs ofta av samspelet mellan dessa angreppsätt och de bildar en integrerad helhet. Till exempel kan observationer visa att det finns mer eller mindre av en kemisk förening än vad man tidigare trott var möjligt. Detta kommer att stimulera till nya laboratoriestudier och uppdateringar av modeller som kommer att öka vår vetenskapliga förståelse till en nivå där vi bättre kan förklara observationerna.

## Applikationer
Atmosfärskemi är ett tvärvetenskapligt område med vitt skilda tillämpningar som påverkar miljöpolitik, människors hälsa, teknikutveckling och klimatvetenskap. Exempel på problem som behandlas inom atmosfärskemi inkluderar surt regn, ozonförtunning, fotokemisk smog, växthusgaser och global uppvärmning. Genom att utveckla en teoretisk förståelse kan atmosfärskemister testa olika förändringsscenarier och utvärdera effekterna av dessa förändringar som underlag till beslutsfattare. Viktiga tillämpningar inkluderar övervakning av växthusgaser, luftkvalitet, väderprognoser och meteorologi, emissioner till luft från industri, jordbruk, energi och transporter, hållbar omställning samt folkhälsa och toxikologi.